# Raphaël Cluzel
Raphaël Cluzel, né Claude Bouchet-Poupard le 13 juillet 1931 à Bourg-de-Péage et mort le 31 mars 1996 à Paris,, est un poète, scénariste et dialoguiste français.

## Biographie

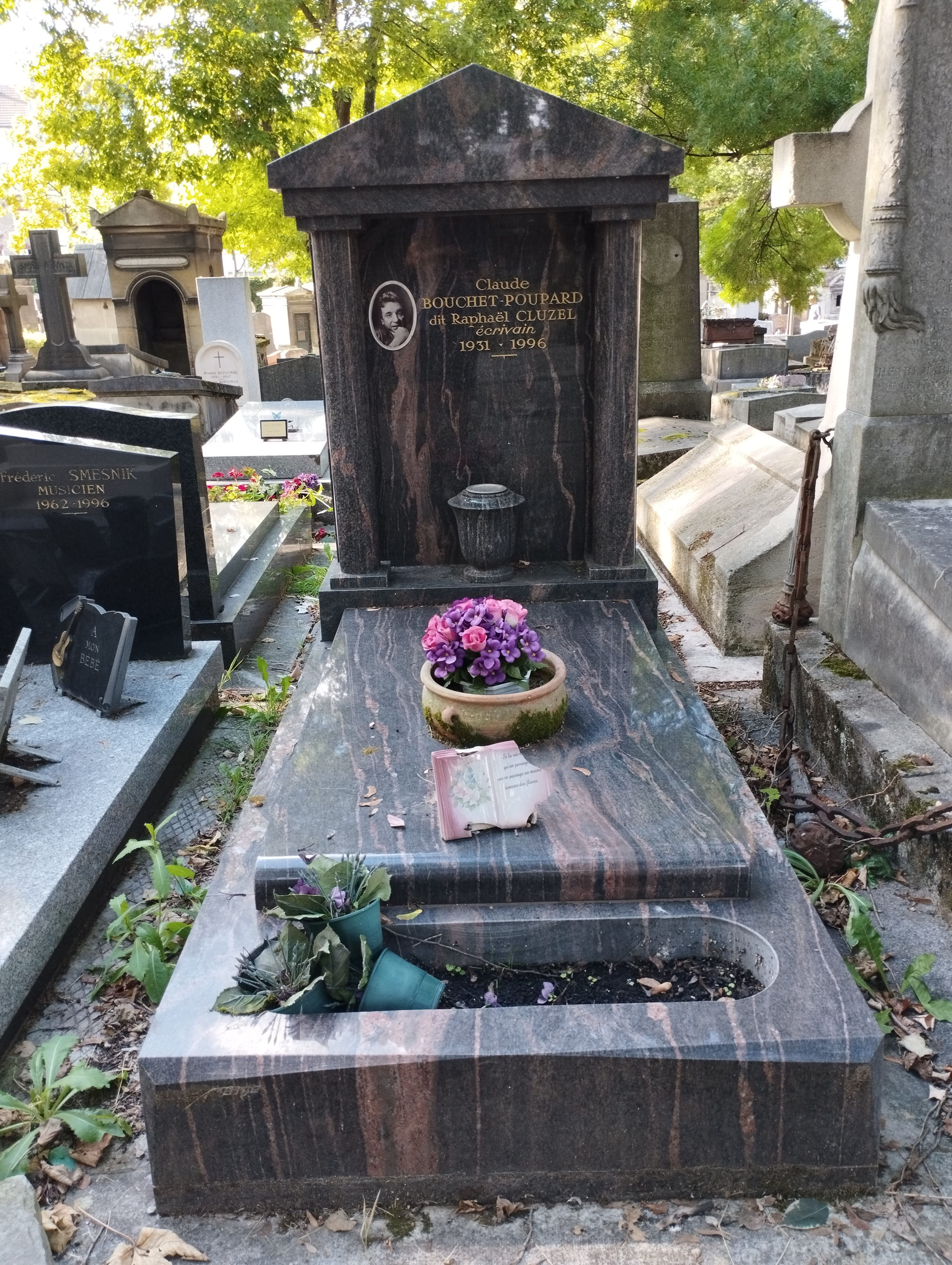
Tombe de Raphaël Cluzel au cimetière de Montmartre (division 24).

Il est le fils adoptif du compositeur Henri Sauguet.
Il est inhumé au cimetière de Montmartre (division 24).

## Œuvres

### Poésie
- Portrait de l'oiseau qui n'existe pas (1979)
- Sept chansons de l’alchimiste (1984) , mis en musique par Henri Sauguet
- Musique pour Cendrars (année 1980), mis en musique par Henri Sauguet
- Mille-neuf-sentimental (année 1980), mis en musique par Henri Sauguet
- Dans la maison de paix (1987), mis en musique par Henri Sauguet

### Recueils
- Le Chemin de croix de Max Jacob Paris, Richard-Masse, 1983.
- Tambour du cœur, Paris, Richard-Masse, 1985.
- Cicatrices, Paris, Séguier, 1991. Prix Jean-Cocteau en 1992.

## Filmographie

### Scénariste
- 1970 : La Modification de Michel Worms
- 1973 : Le Revolver aux cheveux rouges (De revolver met het rode haar) de Denise Geilfus et Frédéric Geilfus

### Dialoguiste
- 1965 : Thomas l'imposteur de Georges Franju
- 1970 : La Modification de Michel Worms
- 1973 : Le Revolver aux cheveux rouges (De revolver met het rode haar) de Denise Geilfus et Frédéric Geilfus
- 1988 : Gandahar de René Laloux